# Nurmasuanto
Nurmasuanto (tidigare kallad Vuopio) vid Torneälven är en by i Jukkasjärvi socken, Kiruna kommun. Byn grundades 1913 av Johan Fredrik Fredriksson (Kurkkio) och Johan Henrik Isaksson Kurkkio, vilka kom från Kurkkio. Kurkkio ligger cirka 5 km sydöst om Nurmasuanto. På 1950-talet upprättades en bilväg mellan Nurmasuanto och grannbyn Kurkkio. 1961 färdigställdes vägen till det sydöst ut liggande Junosuando på östra sidan av Torneälven och 1972 skedde det likaså även på den västra sidan.
I december 2017 fanns det enligt Ratsit två personer över 16 år registrerade med Nurmasuanto som adress.